# 沃森 (密蘇里州)
沃森（英語：Watson）是位於美國密蘇里州艾奇遜縣的村。此地為密蘇里州位處最西的建制市鎮。

## 人口
根據2020年美國人口普查的數據，沃森的面積為0.28平方千米，皆為陸地。當地共有人口61人，而人口密度為每平方千米218人。